# 木葉駅
木葉駅（このはえき）は、熊本県玉名郡玉東町大字木葉にある、九州旅客鉄道（JR九州）鹿児島本線の駅である。

## 歴史

### 年表
- 1892年（明治25年）4月1日：九州鉄道（初代）の駅として開設[1][2]。
- 1907年（明治40年）7月1日：九州鉄道（初代）が国有化され帝国鉄道庁が所管[2]。
- 1961年（昭和36年）10月1日：貨物取扱廃止[2]。
- 1984年（昭和59年）2月1日：荷物扱い廃止[2]。
- 1986年（昭和61年）11月1日：駅員無配置駅となる[3]。
- 1987年（昭和62年）4月1日：国鉄分割民営化によりJR九州が継承[2]。
- 1997年（平成9年）
  - 3月18日：放火により駅舎全焼[4]。
  - 8月：仮駅舎設置[5]。
- 2008年（平成20年）4月：駅舎再建（「交流サロンこのは」に併設）[5]。
- 2011年（平成23年）九州新幹線開通により2番のりばが廃止される
- 2012年（平成24年）12月1日：交通系ICカードSUGOCA対応[6]。
- 2020年（令和2年）12月4日：隣接する交流サロンこのはにストリートピアノを設置[7]。
- 2024年（令和6年）3月26日：駅構内バリアフリー化完成。[8]

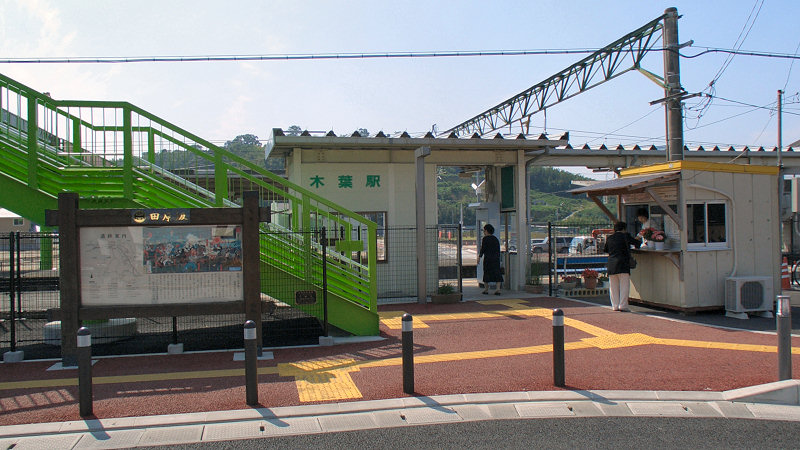
仮駅舎時代（2006年10月）
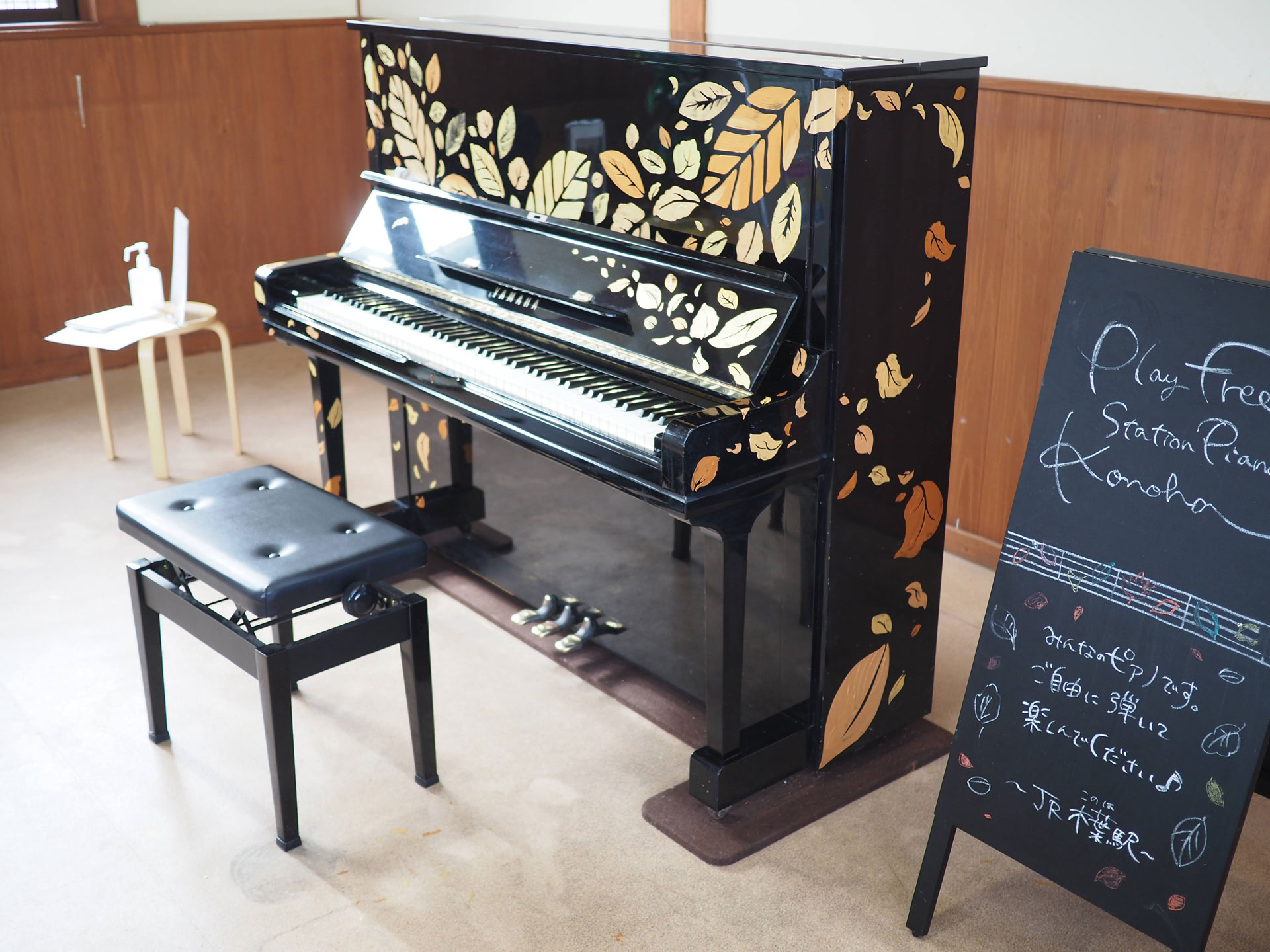
隣接する待合室に設置されたピアノ（2020年12月）

### 駅名の由来
駅名は玉東町の前身である木葉村（1955年合併により玉東町となった）に因む。
「木葉」の地名は玉東町北方にある木葉山が由来である。

## 駅構造
単式ホーム1面1線と島式ホーム1面2線、合計2面3線を有する地上駅。互いのホームは跨線橋で連絡している。九州新幹線全線開業以前は、当駅で普通列車が特急列車等の待避をすることがあった。
かつては蔵を模した木造駅舎が存在したが1997年（平成9年）に放火により焼失し2008年（平成20年）までは2畳分程のプレハブ仮駅舎で業務が行われていた。現在は「交流サロンこのは」という町のコミュニティ施設が建設され、建物端に設けられたスペースで駅業務が行われている。また、出入口は北側にあるが自由通路があり南北を行き来出来る。
新玉名駅が管理し、玉東町役場が駅業務を受託する簡易委託駅である。近距離きっぷ用自動券売機が設置されている。

### のりば

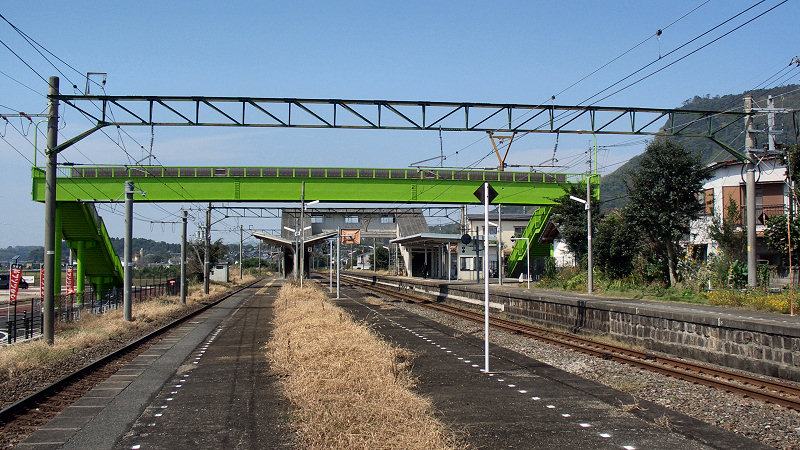
ホーム（2006年10月）

| のりば | 路線        | 方向     | 行先                     |
| ------ | ----------- | -------- | ------------------------ |
| 1      | ■鹿児島本線 | 下り     | 熊本・八代／肥後大津方面 |
| 2      | 使用停止    | 使用停止 | 使用停止                 |
| 3      | ■鹿児島本線 | 上り     | 玉名・大牟田・博多方面   |

- ホーム（2006年10月）

## 利用状況
2023年度の1日平均乗車人員は368人である
| 年度   | 1日平均 乗車人員 | 増加率 |
| ------ | ---------------- | ------ |
| 2016年 | 375              |        |
| 2017年 | 402              | 7.2%   |
| 2018年 | 403              | 0.2%   |
| 2019年 | 385              | -4.7%  |
| 2020年 | 295              | -23.4% |
| 2021年 | 322              | 9.2%   |
| 2022年 | 333              | 3.4%   |
| 2023年 | 368              | 10.5%  |

## 駅周辺

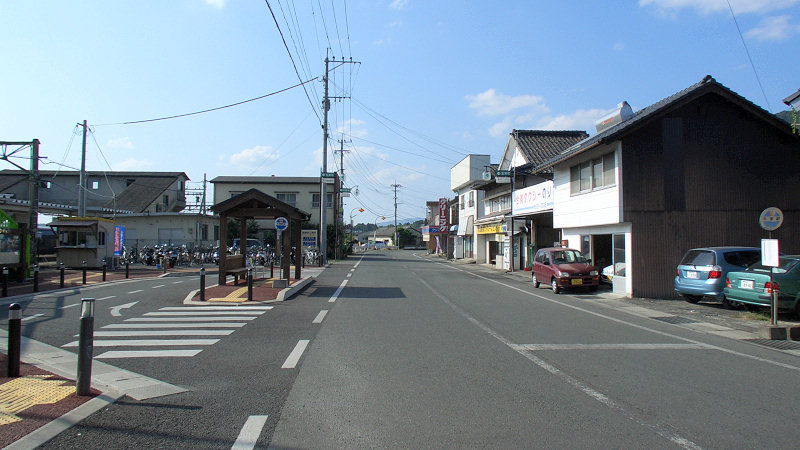
駅前ロータリー（2007年10月）

玉東町中心部に近い位置にある。駅裏には農地が広がっていたが、現在は宅地開発が進められている。
- 玉東町役場
- 西安寺五輪塔群
- 西南の役古戦場
- 高月官軍墓地
- 宇蘇浦官軍墓地
- 丸田公園
- ぷらっとぎょくとう（観光拠点施設）
- 交流サロンこのは - ストリートピアノが設置されている。
- 国道208号線
- 熊本県道191号部田見木葉線

## バス路線
木葉駅前バス停から下記の路線バスが運行している。
| 運行事業者             | 系統・行先                                                                                                   | 備考 |
| ---------------------- | --- | ---- |
| 産交バス（玉名営業所） | A3-2：玉名駅前（玉名市文化センター前） / 熊本桜町バスターミナル （植木・北部まちづくりセンター前・京町本丁） |      |
| 産交バス（玉名営業所） | 16：玉名駅前（玉名市文化センター前） / 寺尾病院前 （植木）                                                   |      |

## 隣の駅
九州旅客鉄道（JR九州）
■鹿児島本線
■区間快速・■普通
肥後伊倉駅 - 木葉駅 - 田原坂駅